# Junta Electoral Central
La Junta Electoral Central (JEC) és l'òrgan superior de l'Administració Electoral a Espanya, que consisteix, a més, de les Juntes Electorals Provincials, les Juntes Electorals de Zona i, si escau, les Juntes Electorals de Comunitat Autònoma, així com per les Taules Electorals i és l'únic òrgan permanent d'aquesta. Té caràcter permanent i seu al Congrés dels Diputats a Madrid. Té com a funció «garantir la transparència del procés electoral i supervisar l'actuació de l'Oficina del Cens Electoral».
Amb seu a Madrid, d'acord amb la Llei Orgànica 5/1985, de 19 de juny, del Règim Electoral General, està compost per vuit vocals magistrats del Tribunal Suprem, designats mitjançant insaculació pel Consell General del Poder Judicial i cinc vocals catedràtics de Dret o de Ciències Polítiques i de Sociologia, en actiu, designats a proposta conjunta dels partits, federacions, coalicions o agrupacions d'electors amb representació al Congrés dels Diputats.. Segons la llei, s'ha de renovar cada cop que hi ha eleccions al Congrés, tot i que no sempre s'ha complert. Per sota de la central, hi ha les juntes electorals provincials i, per sota d'aquesta, les de zona, que corresponen a cada partit judicial.

## Composició
L'actual junta electoral central està formada des de 2019 per:
- President: Antonio Jesús Fonseca-Herrero Raimundo
- Vicepresident: Inés Huerta Garicano

- Vocals magistrats del Tribunal Suprem designats pel Consell Superior del Poder Judicial
  - Ana María Ferrer García
  - Antonio Vicente Sempere Navarro
  - Francisco José Navarro Sanchís
  - María Luz García Paredes
  - Eduardo de Porres Ortiz de Urbina
  - José Luis Seoane Spiegelberg

- Vocals catedràtics designats pel Congrés dels Diputats
  - Carlos Vidal Prado
  - Inés Olaizola Nogales
  - Consuelo Ramón Chornet
  - Juan Montabes Pereira
  - Silvia del Saz Cordero

- Secretari: Carlos Gutiérrez Vicén

- President d l'INE i Director de l'Oficina del Cens Electoral: Juan Manuel Rodríguez Poo

## Historial

### Composició 2017-2019
La junta electoral central es va crear l'octubre de 2017 després de mesos de bloqueig i està formada per:
- President: Segundo Menéndez Pérez
- Vicepresident: Eduardo Calvo Rojas

- Vocals magistrats del Tribunal Suprem designats pel Consell Superior del Poder Judicial
  - Luciano Varela Castro
  - Luis Fernando de Castro Fernández
  - María del Pilar Teso Gamella
  - Francisco Javier de Mendoza Fernández
  - Antonio Jesús Fonseca-Herrero Raimundo
  - Ana María Ferrer García

- Vocals catedràtics designats pel Congrés dels Diputats
  - Lourdes López Nieto
  - Ángela Figueruelo Burrieza
  - Andrés Betancor Rodríguez (fins al 28 de juny de 2019)[4]
  - Carlos Vidal Prado
  - Inés Olaizola Nogales

- Secretari: Carlos Gutiérrez Vicén

- President d l'INE i Director de l'Oficina del Cens Electoral
  - Gregorio Izquierdo Llanes[5] (fins al 22 d'octubre de 2018)
  - Juan Manuel Rodríguez Poo (Des del 23 d'octubre de 2018)